# Nicrophorus interruptus
Nicrophorus interruptus (Syn.: Necrophorus fossor) ist ein Käfer aus der Familie der Aaskäfer und der Gattung der Totengräber (Nicrophorus). Die Gattung ist in Europa mit dreizehn Arten vertreten, in Mitteleuropa mit zehn Arten. Davon sind zwei überwiegend schwarz, Nicrophorus interruptus gehört zu den restlichen acht Arten, die durch zwei gestuft begrenzte orangefarbene Querbinden auf den Flügeldecken gekennzeichnet sind und nur bei näherer Betrachtung voneinander unterschieden werden können.

## Bemerkung zum Namen
Die Gattung Nicrophorus wurde 1775 durch Fabricius aufgestellt, wobei ein Druckfehler unterlief. Fabricius selbst korrigierte den Namen 1801 zu Necrophorus., dennoch ist heute nur die Schreibweise Nicrophorus gültig. Der Gattungsname erklärt sich aus altgr. νεκρός „nekrós“ für „tot“, und φορός „phorós“ für „tragend, Träger“, also Totenträger. Dem entspricht der deutsche Name Totengräber nur teilweise. Die Gattung umfasste 1775 lediglich eine schwarze Art und eine orange gebänderte Art Nicrophorus vulgaris. Die Art Nicrophorus interruptus wurde erstmals 1830 von Stephens als Necrophorus interruptus beschrieben. Sie war damit die sechste beschriebene der gebänderten europäischen Arten. Der Artname interruptus (lat. für „unterbrochen“) bezieht sich darauf, dass das vordere orange Querband auf den Flügeldecken nicht durchgehend ist, sondern an der Flügeldeckennaht unterbrochen wird. Dies kommt jedoch auch bei anderen Arten vor. Im deutschsprachigen Raum war statt Necrophorus interruptus der Name Necrophorus fossor nach einer Beschreibung von Erichson aus dem Jahr 1837 gebräuchlich.  Der Artname fossor bedeutet auf Lateinisch „der Gräber“.
Die Vielzahl der Synonyme belegt die Variabilität der Art und das Interesse, welches man dem Käfer entgegengebracht hat. Die Liste der Synonyme von Nicrophorus interruptus umfasst mindestens 17 Art- oder Variantennamen:
- Necrophorus interruptus Stephens 1830
- Necrophorus corsicus Laporte de Castelnau, 1832
- Necrophorus fossor Erichson 1837
- Necrophorus funereus Gene  1839
- Necrophorus basalis Gistel 1848
- Necrophorus gallicus Jaquelin du Val 1860
- Necrophorus suturalis Motschulski 1860
- Necrophorus i. var. brunnipes Gradl 1882
- Necrophorus i. var. trimaculatus Gradl 1882[10]
- Necrophorus i. centrimaculatus Reitter 1895
- Necrophorus corsicus var. laportei Meier 1900
- Necrophorus corsicus var. vodozi Meier 1900[11]
- Necrophorus i. trinotatus Reitter 1911
- Necrophorus i. algiricus Pasquet 1916
- Necrophorus i. nigricans Pasquet 1916
- Necrophorus i. pasqueti Pic 1917
- Necrophorus i. infuscaticornis Portevin 1924

Die Art und deren Synonyme wurden im Verlauf ihrer Forschungsgeschichte mindestens 15 Gattungen oder Untergattungen zugeordnet: Acanthopsilus, Cyrtoscelis, Eunecrophorus, Necrocharis, Necroleptes, Necrophorindus, Necrophoriscus, Necrophorus, Necropter, Necroxenus, Neonicrophorus, Nesonecrophorus, Nesonecropter, Nicrophorus und  Stictonecropter.

## Eigenschaften des Käfers
| |                       |
| Abb. 1: Männchen von oben, unten, Seite und vorn |                       |
| |                       |
| Abb. 3: Halsschild |                       |
| Abb. 2: Abdominaltergite |                       |
| |                       |
| Abb. 4: Fühler |                       |
| |                       |
| Abb. 5: Vordertarsus | Abb. 6: Hinterschiene |
| |                       |
| Abb. 7: Ausschnitt Unterseite, rechts Weibchen, Schenkelring des Hinterbeins grün getönt, links Männchen, grüne Pfeilspitze auf hakenförmige Außenecke des Trochanters am Hinterbein                                                    |                       |
| |                       |
| Abb. 8: Stridulationsorgan des Weibchens, links Ausschnitt Tergit mit den zwei Schrillleisten (weiße Pfeile), rechts Ausschnitt der Unterseite der linken Flügeldecke im Bereich des Nahtwinkels, grün: Lage und Länge der Schrillkante |                       |
| |                       |
| Abb. 9: Larve eines Totengräbers (N. vespilloides) nach Schiødte |                       |

Die Größe des Käfers schwankt zwischen zwölf und zwanzig Millimetern. Mit Ausnahme der beiden Querbinden auf den Flügeldecken ist er glänzend schwarz.
Der Kopf ist deutlich schmaler als der Halsschild und kann nach vorn gestreckt oder zur Körperlängsachse abgesenkt getragen werden. Die elfgliedrigen Fühler bestehen aus Schaft, Geisel und einer kugelförmigen viergliedrigen Keule (Abb. 4). Nur das Basisglied dieser Keule ist schwarz, die drei Endglieder sind gelbrot. Damit unterscheidet sich die Art von den europäischen gebänderten Arten Nicrophorus sepulchralis und dem Schwarzhörnigen Totengräber (Nicorphorus vespilloides), deren Fühlerkeulen vollständig schwarz sind. Am Kopf sind keine Stirngruben ausgebildet.
Der Halsschild (Abb. 3) ist etwas breiter als lang und etwas schmaler als die Flügeldecken. Er ist schwach umgekehrt trapezförmig mit stark abgerundeten Ecken. Hinter dem Vorderrand ist der Halsschild nahezu kahl und unterscheidet sich damit von den gebänderten Arten Nicrophorus vestigator und Nicrophorus antennatus, die hinter dem Vorderrand des Halsschilds dicht und lang gelb behaart sind. Der Halsschild ist nahe den Rändern kräftig punktiert, die Punktierung im Zentrum des Halsschilds ist nur schwach ausgeprägt.
Das schwarze Schildchen ist groß, dreieckig länger als breit und an der Spitze abgerundet.
Die Flügeldecken sind nur wenig länger als zusammen breit und am Ende annähernd quer zur Körperachse abgestutzt. Die Flügeldecken lassen die letzten Tergite des Hinterleibs unbedeckt. Diese sind fein goldgelb anliegend behaart (Abb. 2), im Unterschied zu den europäischen gebänderten Arten Nicrophorus sepultor und Nicrophorus investigator, die dort kahl sind. Die Zeichnung der Flügeldecken variiert, gewöhnlich setzt sich die vor der vorderen orangen Querbinde liegende schwarze Binde auch auf den orangenfarbenen Epipleuren fort, erreicht aber nicht den Rand der Flügeldecke (in der Seitenansicht in Abb. 1 und im Taxobild gut erkennbar).
Die Beine sind ebenfalls goldgelb behaart.
Die Tarsen aller Beine sind fünfgliedrig. Die Vordertarsen sind bei den Männchen stark verbreitert (Abb. 5). Die Schienen der Hinterbeine (Abb. 6) sind gerade, nicht wie beim Gemeinen Totengräber (Nicrophorus vespillo) wie O-Beine nach außen gekrümmt. Der Schenkelring (Trochanter) der Hinterbeine (in Abb. 7 rechts grün getönt) endet ausgebuchtet. Die dadurch entstehenden Außenecken sind beim Weibchen beide in Richtung des Schenkels ausgerichtet. Beim Männchen ist die äußere Außenecke zugespitzt und als Zahn mehr oder weniger stark nach außen gebogen (in Abb. 7 links grüne Pfeilspitze). Deswegen wurden von Scriba die Käfer, bei deren Männchen die Außenecke hakenförmig zurückgebogen ist, Jacquelin Du Val folgend als eigene Art Necrophorus gallicus beschrieben.
Die Sternite des Hinterleibs sind am Hinterrand behaart lang goldgelb bewimpert (in Abb. 2 sind diese Wimpern weitgehend abgerieben).
Eine englische bebilderte Bestimmungshilfe findet man in Beetle News.

## Larven
Die Larven (Abb. 9 zeigt eine andere Art der Gattung) sind raupenförmig, abgeplattet und auf halber Körperlänge am breitesten. Sie sind gelblich-weiß. Die Dorsalplatten sind reduziert, die Ventralplatten sind stark reduziert. Nur der Kopf, insbesondere die Oberkiefer, die Beine, die Urogomphi und die Regionen um die Atemöffnungen sind sklerotisiert. Der Kopf ist breiter als lang und hinter den Einzelaugen (auf jeder Seite nur eines) am breitesten. Er ist flach, die Mundwerkzeuge zeigen nach vorn. Die Fühler sind sehr klein mit drei zylindrischen Gliedern, das Endglied asymmetrisch platziert.  Die drei Brustabschnitte sind gleich gebaut. Die Beine sind kurz und fünfgliedrig. Der Hinterleib ist zehngliedrig, das zehnte Glied ist zu einer zylindrischen Analröhre umgebildet. Das neunte Segment ist kürzer als die vorausgehenden und trägt zwei zweigliedrige Urogomphi und eine Dorsalplatte.
Es gibt drei Larvenstadien. Die Größe beträgt im 1. Larvenstadium 5,25 - 7,75 Millimeter, im 2. Stadium 10,55 bis 12,70 Millimeter und im dritten Stadium 16,8 bis 26,8 Millimeter.
Ein Schlüssel für die Larven der Arten und eine Beschreibung der Larvenstadien für Nicrophorus interruptus findet man an verschiedenen Stellen im Internet.

## Biologie
Die Käfer überwintern als Vorpuppe und erscheinen relativ spät im Jahr. Die Funde liegen zeitlich zwischen April und Oktober, die Tiere sind aber in Mitteleuropa im Juli–August mit Abstand am häufigsten zu finden. Sie gehören zu den dämmerungsaktiven Arten der Gattung. Sie ernähren sich von Aas und räuberisch, hauptsächlich von Fliegenlarven. Sie sind auch regelmäßig an großen Kadavern zu finden, auch an exponierten menschlichen Leichen. Im Vergleich mit anderen Arten der Gattung sind sie jedoch selten. Sie erscheinen in dem Verwesungsstadium der Amoniakalen Fäulnis, in dem die Schwärzung der exponierten Kadaverteile eintritt. Sie kommen bevorzugt in Wäldern vor, aber auch in trockenem offenen Gelände. Man findet sie gelegentlich auch an toten Reptilien und in Blüten der Gemeinen Drachenwurz, die einen Aasgeruch verbreiten. Als Köder werden auch Fisch- und Garnelenabfälle angenommen. Bei einem Vergleich von Fisch- und Fleischködern wählte der Käfer zu 61 % Fleischköder, zu 39 % Fischköder.
Für die Fortpflanzung werden kleine, frische Kadaver (Kleinsäuger, kleine Vögel) angeflogen. Eine Versuchsreihe zeigte, dass Nicrophorus interruptus genau wie drei andere Nicrophorus- Arten drei Tage alte Mäusekadaver gegenüber ganz frischen Mäusekadavern bevorzugten, nur bei Nicrophorus germanicus war die Bevorzugung der älteren Kadaver nicht ganz so ausgeprägt. Wie ein Männchen und ein Weibchen in einer Saisonehe das Aas aufspüren, bearbeiten, notfalls auf einen geeigneten Untergrund transportieren, vergraben, gegen Verpilzung und Fressfeinde schützen und damit ihre Junglarven füttern, ist im Artikel Totengräber dargestellt.
Die Weibchen locken zur Fütterung leise zirpend die Larven an. Die Laute werden dabei mit einem Stridulationsapparat erzeugt. Dieser besteht aus zwei gerillten Schrillleisten (Abb. 8 links), die zueinander parallel und parallel zur Flügeldeckennaht in geringem Abstand zu dieser unter den Deckflügeln auf dem Hinterleibstergit sitzen, der größtenteils von den Flügeldecken abgedeckt wird. Ein schmaler Grat, der sich unter der Flügeldecke parallel zu Hinterkante nahe dem Nahtwinkel befindet, dient als kurze Schrillkante, (Abb. 8 rechts, Lage und Abmessung grün markiert) die sich bei entsprechenden Bewegungen des Hinterleibs über die Schrillleisten verschiebt. Dabei entsteht das zirpende Geräusch.

## Verbreitung
Die Art ist in nahezu ganz Europa vertreten, sie fehlt nur in einigen nördlichen Regionen und auf vielen Inseln, unter anderen auf den Azoren, Balearen, Kanaren, den Kanalinseln, Zypern, dem Dodekanes, den Nordägäischen Inseln, Island, Irland, den Kykladen und Madeira. Auf Kreta und aus der europäischen Türkei wurde die Art inzwischen nachgewiesen. Außerhalb Europas ist der Käfer im Nahen Osten und in Nordafrika zu finden.